# Nuovi rimedi per la miopia
Nuovi rimedi per la miopia è settimo album in studio del cantautore italiano Bugo, pubblicato il 27 settembre 2011 da Universal Music Italia

## Descrizione
Bugo ha iniziato a comporre l'album durante il tour del disco precedente, Contatti (2008), con l'intenzione di "alzare di più la temperatura interna" e trattare tematiche molto più personali.
L'uscita dell'album è stata anticipata il 2 settembre dal singolo I miei occhi vedono, il cui videoclip è stato diretto da Francesco Lagi, regista del film Missione di pace per il quale Bugo ha recitato come attore e ha curato anche la colonna sonora. Il secondo singolo estratto è La salita, da cui è stato tratto un video per la regia di Lorenzo Vignolo. Il terzo singolo è Comunque io voglio te il cui videoclip è stato diretto da Roberto Paolini. Il 31 marzo 2011 Bugo viene invitato alla trasmissione London.Live su Rai2 per presentare il singolo Comunque io voglio te. Il brano viene eseguito completamente dal vivo. Dal disco viene estratto un quarto singolo non ufficiale Nonhotempo, di cui verrà realizzato un videoclip la cui regia è affidata all'illustratrice Olimpia Zagnoli. Il videoclip di Nonhotempo verrà proiettato in anteprima in occasione dell'ultima data del tour il 9 settembre 2012 al Carroponte di Sesto San Giovanni.
Il tour per la promozione dell'album viene chiamato "Qualcosa di più importante" Tour 2011/2012, da un verso di Nonhotempo. Il tour riceve un'ottima accoglienza e Bugo al termine dello stesso decide di mettere in free download alcune registrazioni live attraverso il canale SoundCloud.
Per la promozione dell'album è stato creato un sito web omonimo in forma di tlog con immagini, video, recensioni e altro.

## Tracce
1. Non ho tempo – 3:08
2. E ora respiro – 3:34
3. I miei occhi vedono – 4:38
4. Mattino – 3:36
5. Il sangue mi fa vento – 4:50
6. La salita – 3:55
7. In pieno stile 2000 – 3:30
8. Comunque io voglio te – 4:05
9. Lamentazione nr. 322 – 4:17
10. Città cadavere – 3:40
11. I miei occhi vedono (perché vedono te) (bonus track disponibile solo su iTunes)

Durata totale: 39:13